# 哥德堡中央車站

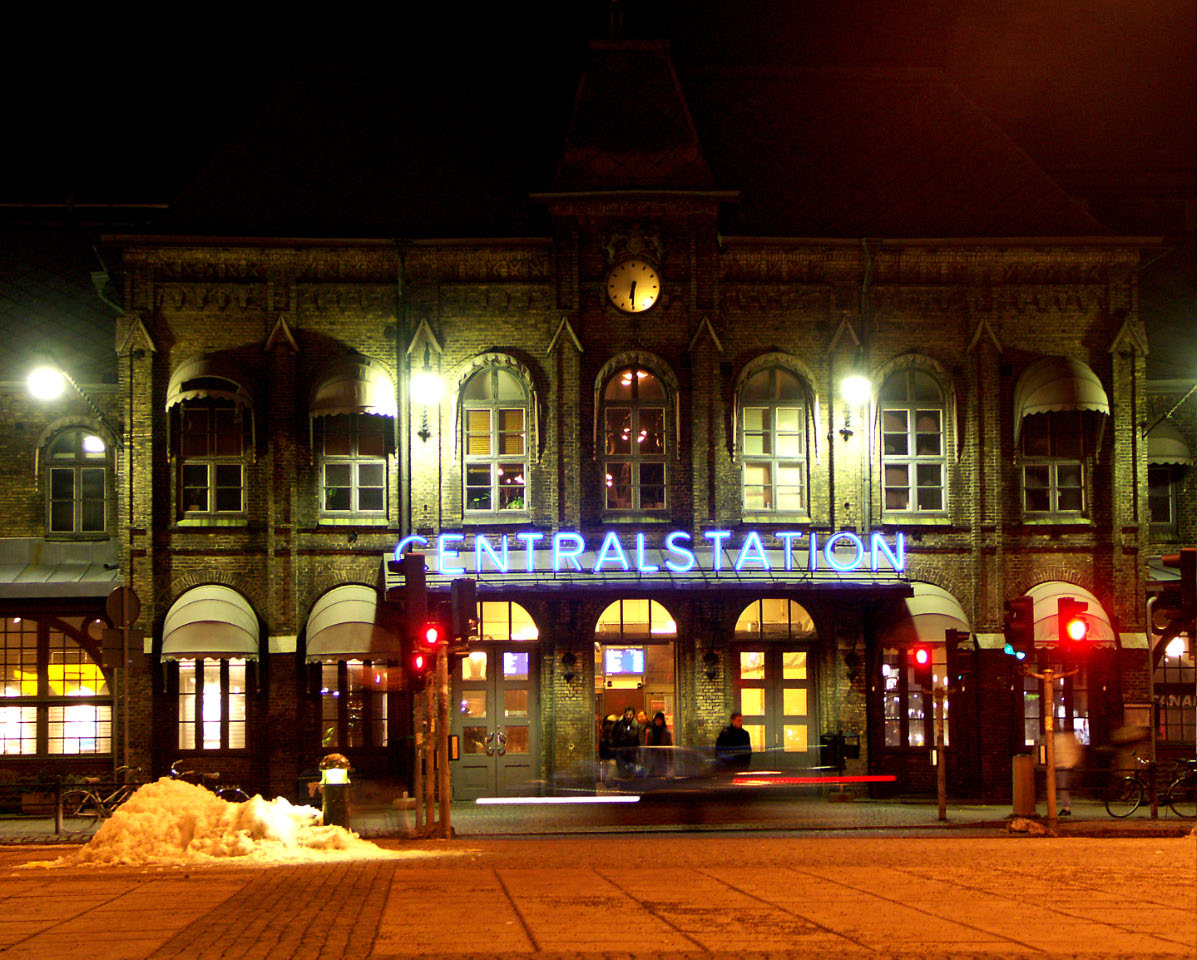
夜間的車站入口

哥德堡中央車站（瑞典語：Göteborgs centralstation）是瑞典哥德堡的主要鐵路車站，也是瑞典第二大鐵路車站，同時是該國仍在使用的最古老鐵路車站之一。每天有逾40000人次使用這車站，約190班次連接瑞典各地的列車離開或進入哥德堡。哥德堡中央車站的交通代號為G，因它是瑞典第一個名字以G字起頭的車站。此車站於1858年10月4日啟用，現時共有16條軌道，另有4條軌道正在興建中。

## 途徑路線

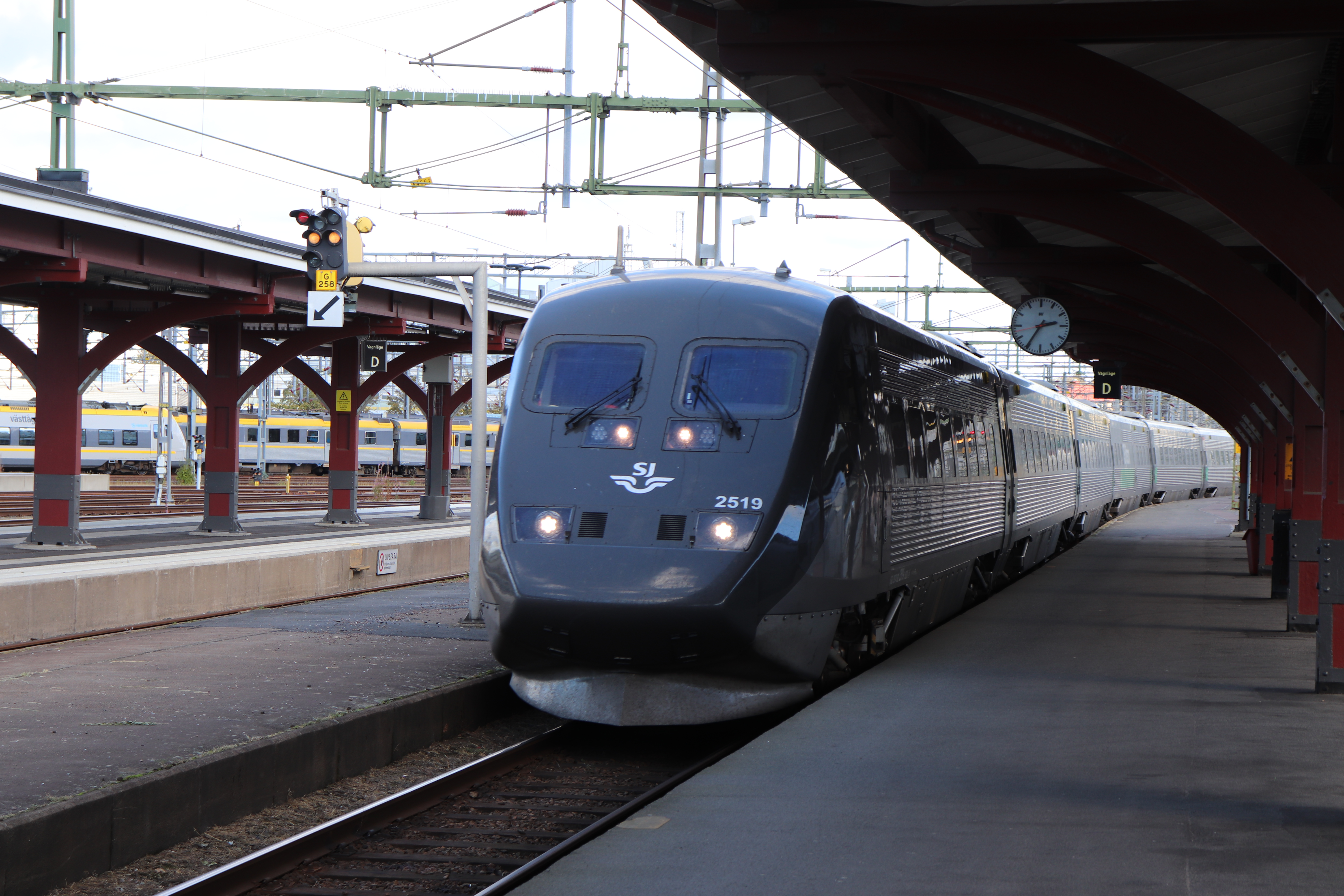
SJ fjärrtåg

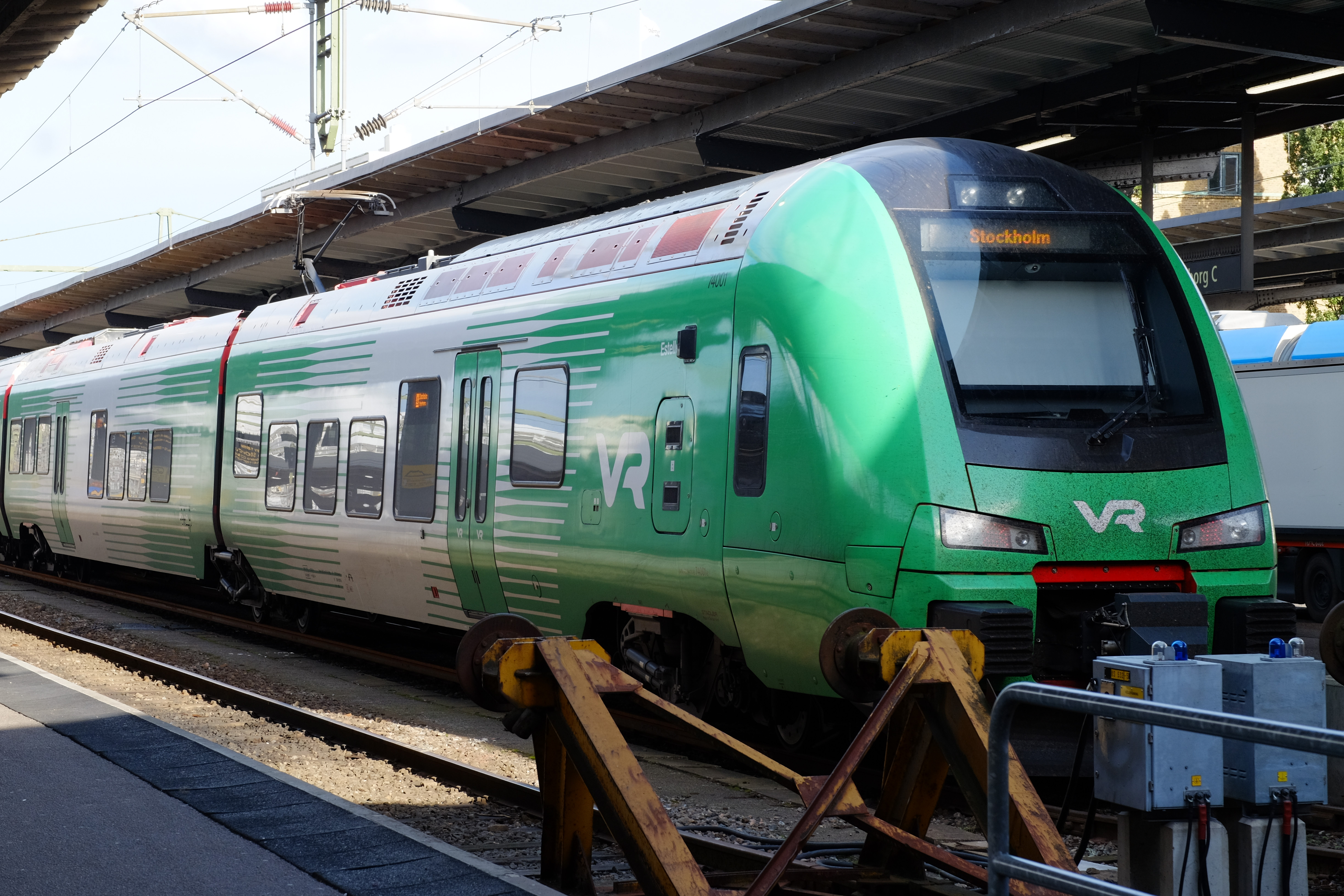
VR Snabbtåg Sverige

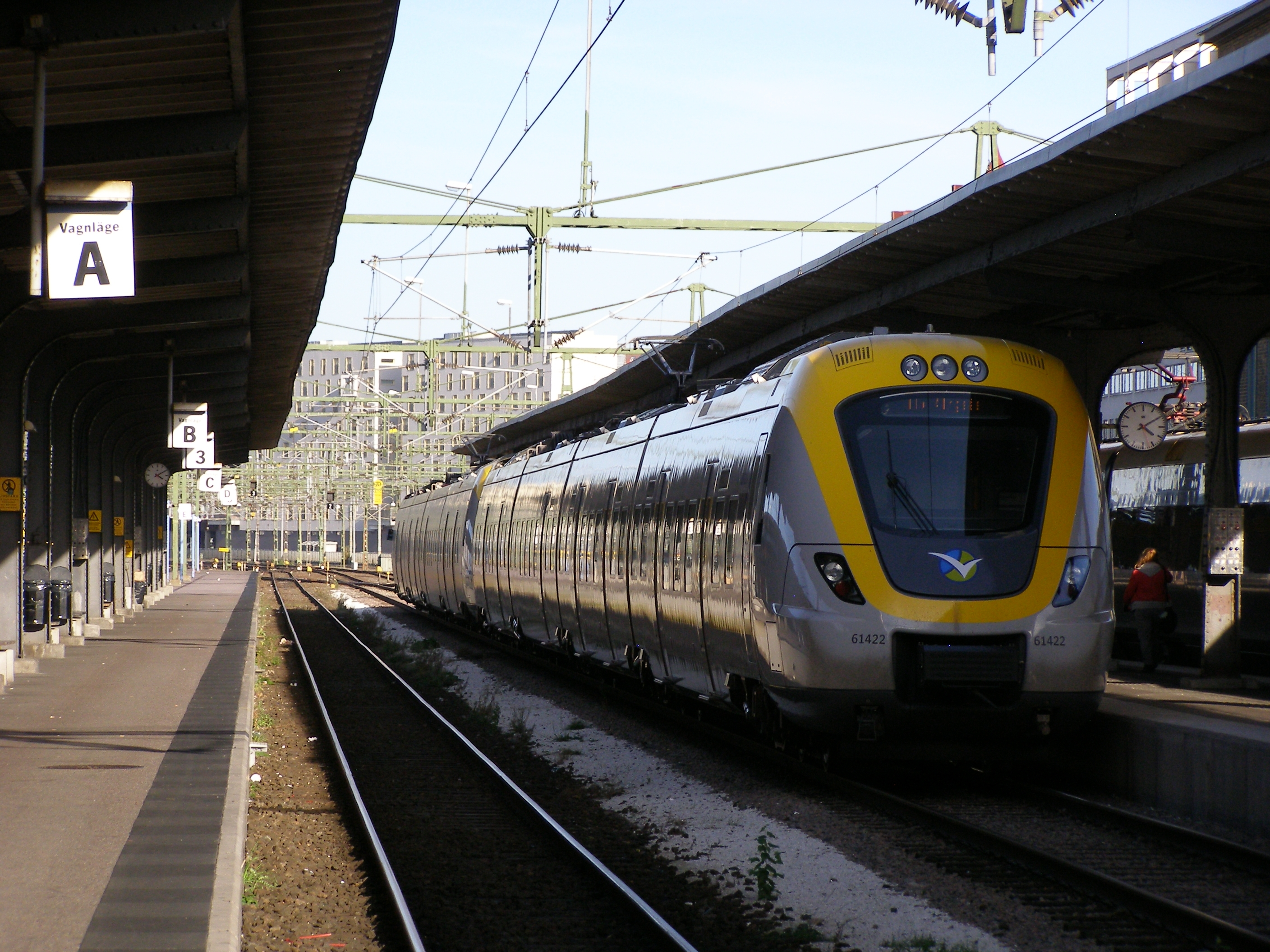
Västtrafik-tåg

哥德堡中央車站是西瑞典的交通樞紐，以下列出所有以哥德堡中央車站為終點站的線路：
| 路線    | 走綫                                                                       |
| ------- | -------------------------------------------------------------------------- |
| L57     | 哥德堡中央-哈爾斯貝里-厄勒布鲁-韦斯特罗斯-斯德哥爾摩中央                   |
| L60     | 哥德堡中央-舍夫德-哈爾斯貝里-卡特琳娜霍尔姆-斯德哥爾摩中央                 |
| L62     | 哥德堡中央-法爾雪平-舍夫德-特勒布達                                        |
| L63     | 哥德堡中央-海爾利永阿-利德雪平-瑪麗斯塔德-哈爾斯貝里-厄勒布鲁              |
| L66     | 哥德堡中央-法爾雪平-延雪平-奈舍                                            |
| L71     | 哥德堡中央-卡尔斯塔德-哈爾斯貝里-斯德哥爾摩中央                            |
| L72     | 哥德堡中央-特羅爾海坦-維納什堡                                             |
| L96     | 哥德堡中央-阿爾沃斯塔-卡爾馬                                               |
| L97     | 哥德堡中央-布羅斯                                                          |
| L100    | 哥德堡中央-瓦尔贝里-哈尔姆斯塔德-赫爾辛堡-隆德-馬爾默中央-哥本哈根中央     |
| L130    | 哥德堡中央-乌德瓦拉-斯特倫斯塔德                                           |
| L131    | 哥德堡中央-阿灵索斯                                                        |
| L132    | 哥德堡中央-孔斯巴卡                                                        |
| L133    | 哥德堡中央-艾尔文恩                                                        |
| L134    | 哥德堡中央-瓦尔贝里                                                        |
| Vy RE20 | 哥德堡中央-特羅爾海坦-厄科斯内雷德-Ed（瑞典）-哈尔登-腓特烈斯塔-奧斯陸中央 |
| VR      | 哥德堡中央-阿灵索斯-海爾利永阿-舍夫德-南泰利耶南站-斯德哥爾摩中央          |

## 尼爾斯·愛立信車站
尼爾斯·愛立信總站（瑞典語：Nils Ericsonterminalen）是一座位於瑞典哥德堡的巴士車站，毗鄰哥德堡中央車站和Centralhuset。該車站是Västtrafik巴士的發車點，服務於哥德堡市及周邊縣內地區。Nettbuss、Flixbus和彩虹巴士等巴士公司在此運營，線路覆蓋全瑞典及歐洲其他地區，每日約有1000班次巴士發車。2018年，靠近中央車站的Åkareplatsen建成，部分區域巴士線路改從該處發車。

## 電車站
哥德堡中央車站主入口前的皇后廣場（哥德堡）是多條電車線路的匯集地。這裡設有Pressbyrån便利店和Västtrafik客戶服務中心。Ringlinien在埃格斯酒店（Hotel Eggers）前的迴車環設有固定停靠站，夏季和聖誕節期間，遊客可從此處搭乘老式電車，沿利瑟貝里綫前往利瑟貝里 。此停靠站於1881年以馬車電車的形式啟用，並於1902年開始改為運行電動電車。中央車站與布倫斯帕肯並列為哥德堡最大的電車樞紐，大多數電車線路及利瑟貝里綫線均途經這兩個地點。

### 電車站月台
| 月台D |   |
|       | ← |
|       | ← |
| 月台C |   |

| 月台B |   |
|       | → |
|       | → |
| 月台A |   |

## 未來發展
一座全新的地下車站現在正於現有車站建築的北邊興建，與西線隧道項目同步進行，首段預計於2026年開通。整個西線隧道將於2030年完工，2026年至2030年間，新鐵軌僅能從東側進入。新車站將設有四條鐵軌，供通勤列車和區域列車使用，而現有車站將保留給區域列車和長途列車。
興建西線隧道的目的是增加鐵路運力以容納更多列車，並新建哈加站和庫石街站兩座車站，方便與哥德堡電車換乘。長途列車因需要在終點站進行清潔和給予工作人員用餐休息時間，停留時間較長，占用大量站台空間，因此現有的大部分鐵軌仍需保留使用。

### 哥德堡大中央大廈
新的車站大樓命名為「哥德堡大中央大廈」，由Peab建造，預計將於2026年哥德堡新中央車站作為終點站開通時完工。該建築面積為15,000平方米，其中約8,000平方米為辦公空間，可容納700個工作隔間。辦公空間部分預計於2027年竣工。大樓的主體結構和樓板主要使用木材，立面採用回收磚材。

## 外部連結
- 哥德堡交通中心（页面存档备份，存于）
- 車站歷史